# Tanna (film)
Tanna è un film del 2015 diretto da Martin Butler e Bentley Dean, presentato alla 72ª Mostra internazionale d'arte cinematografica di Venezia in occasione della Settimana della Critica.
Nel settembre 2016 è stato scelto per rappresentare l'Australia agli Oscar 2017 nella categoria miglior film straniero, venendo ufficialmente candidato il 24 gennaio.
Il tema principale è il tragico amore tra due giovani melanesiani, impedito a causa di una "ragion di stato" che prevede un matrimonio combinato per porre fine all'inimicizia di due tribù rivali. La trama trae spunto da alcuni eventi realmente verificatisi nel 1987.

## Trama
Tanna è un'isola del Pacifico meridionale, ove vivono i protagonisti Dain, nipote del capo della sua tribù, e la giovane Wawa, innamorata di lui. Le popolazioni native sono seguaci del Kastom, un insieme di antiche regole e usanze, che li identifica come nazione e gli ha permesso di resistere negli anni al colonialismo, mantenendo vive le loro tradizioni. Un giorno lo sciamano del villaggio accompagna Selin, la vivace sorellina di Wawa, sul vulcano attivo Yasur, affinché la ragazzina impari a rispettare gli anziani e le credenze del popolo, ma ivi viene sorpreso e aggredito da alcuni Imedin, membri di una tribù nemica, che lo lasciano indietro quasi morto. A dispetto di ciò e di precedenti attacchi, lo sciamano incoraggia Charlie, il capo del villaggio, ad incontrarsi con Makul, capo degli Imedin, per stipulare la pace. Nel rispetto del Kastom, i due nemici si scambiano doni e si accordano per dei matrimoni intertribali per cementare il patto: Wawa per l'appunto viene promessa in moglie ad un Imedin. Dain è furibondo, tanto più che i suoi genitori sono in passato stati uccisi dagli Imedin, ma anche Wawa si oppone, adducendo di aver già consumato un rapporto d'amore con Dain. Ma gli anziani si mostrano inflessibili: i matrimoni combinati fanno parte del Kastom e la pace è troppo importante per il futuro della comunità, per cui Dain viene bandito. Wawa allora fugge con lui per la foresta, ma non ci sono luoghi ove andare, perché le altre tribù temono la collera degli Imedin e la locale comunità cristiana spaventa i due giovani. Essi vengono rintracciati da Selin e dal padre di Wawa, che gli ribadisce che per la loro unione non può esserci futuro: Wawa deve sposare l'Imedin e Dain implorare pietà presso suo nonno, altrimenti non sopravviveranno. Dain, disperato, dichiara di rinunciare a Wawa e se ne va, ma la ragazza lo segue di nuovo. L'indomani i due vengono trovati sul vulcano, morti suicidi dopo aver ingerito dei funghi velenosi. Riportate le salme al villaggio, Charlie propone di modificare il Kastom per introdurvi i matrimoni d'amore, e Makul, commosso dalla sorte dei due amanti, acconsente.

## Produzione
I due personaggi principali, Wawa e Dain, sono stati interpretati da attori non professionisti di Vanuatu: Marie Wawa e Mugau Dain. Quest'ultimo è stato scelto personalmente dal capo villaggio per recitare la parte del protagonista, mettendo in scena un evento realmente accaduto a Tanna nel 1987, ossia quando lui non era ancora nato. La cosa non era facile, e lo stesso regista australiano Martin Butler ha dichiarato che probabilmente l'attore non aveva mai visto in vita sua un film, e quindi bisognava spiegargli passo dopo passo ogni singolo procedimento, cioè come muoversi davanti alla telecamera, le pause, e così via. Dopo il successo del film Wawa non è stata più chiamata per svolgere altri ruoli ed è rimasta con la famiglia nel villaggio di Yakel, sull'isola di Tanna (nella provincia di Tafea). Mugau Dain, dopo l'esperienza di Venezia del 2015, ha cercato invece di trovare lavoro come raccoglitore di frutta in Australia e Nuova Zelanda, ma è morto poco più che ventenne a Port Vila nel 2019 in seguito ad un'infezione alla gamba non curata per tempo con gli antibiotici. Mugau Dain lascia una moglie e due figli.

## Distribuzione
Il film è stato presentato in anteprima alla Mostra del Cinema di Venezia il 7 settembre 2015. È stato poi proiettato al Festival di Adelaide il successivo 18 ottobre e distribuito in tutta l'Australia il 5 novembre.

## Riconoscimenti
- 2015 - Mostra del Cinema di Venezia
  - Settimana Internazionale della Critica - Premio "Pietro Barzisa"
  - Settimana Internazionale della Critica - Miglior fotografia a Bentley Dean
- 2017 - Premio Oscar
  - Nomination miglior film straniero a Martin Butler e Bentley Dean
- 2016 - AACTA Award
  - Miglior colonna sonora originale a Antony Partos
  - Nomination miglior film a Martin Butler, Bentley Dean e Carolyn Johnson
  - Nomination miglior regia a Martin Butler e Bentley Dean
  - Nomination miglior fotografia a Bentley Dean
  - Nomination miglior sonoro a James Ashton, Emma Bortignon e Martin Butler
- 2016 - African - American Film Critics Association
  - Miglior film straniero[4]